# Doris Hick
Doris Hick (* 1966 in Wien) ist eine österreichische Schauspielerin.

## Leben
Ihre erste Rolle spielte Hick in der Fernsehserie Lebenslinien im Jahr 1984. Es folgten kleinere Nebenrollen in diversen Serien und Filmen. Ihre erste Hauptrolle in einem Film hatte die Wienerin 1998 in Slidin’ – alles bunt und wunderbar, einer Produktion der österreichischen Regisseurin Barbara Albert. Zu diesem Zeitpunkt war Doris Hick durch die Fernsehserie Kaisermühlen Blues aus der Feder von Ernst Hinterberger einem breiten Publikum in Österreich bekannt. Von 1992 bis 2000 spielte sie in 48 Episoden die Rolle der Ines Schimek. 2009 verkörperte Hick die Figur der Martina Nikitsch in der österreichischen Comedy-Fernsehserie Die Lottosieger.

## Filmografie (Auswahl)
- 1983: Lebenslinien (Fernsehserie, 1 Folge)
- 1990: Arbeitersaga (Folge April 1945 – Das Plakat)
- 1992: Der Mann vom Eaton Place (Fernsehserie, 1 Folge)
- 1992–2000: Kaisermühlen Blues (Fernsehserie, 48 Folgen)
- 1995: Lieben wie gedruckt (Fernsehserie, 2 Folgen)
- 1997: Kowalsky (Fernsehserie, 1 Folge)
- 1998: Slidin’ – Alles bunt und wunderbar
- 2009: Die Lottosieger (Fernsehserie, 5 Folgen als Frau Nikitsch)
- 2018: Suspiria